# Ujkovice
Ujkovice település Csehországban, a Mladá Boleslav-i járásban. Ujkovice Rokytňany, Domousnice, Ledce, Lhotky, Dětenice, Kobylnice, Rabakov és Prodašice településekkel határos. Lakosainak száma 118 fő (2024. január 1.).

## Népesség
A település lakosságának változását az alábbi diagram mutatja:
| Lakosok száma | 332  | 397  | 328  | 217  | 139  | 101  | 100  | 101  | 110  | 118  |
|               | 1869 | 1890 | 1921 | 1950 | 1980 | 2001 | 2017 | 2019 | 2022 | 2024 |